# 蛇目天牛
蛇目天牛（學名：Microlenecamptus biocellatus）是天牛科蛇紋天牛屬之下一個鞘翅目昆虫的物種。舊屬白天牛屬，本物種由Schwarzer於1925年描述。